# Bloody Roar 4
Bloody Roar 4 (ブラッディロア4?, Buraddi Roa Fō) è un videogioco uscito in esclusiva su PlayStation 2 nel 2003. Introduce alcune migliorie rispetto ai precedenti episodi della serie come la modalità carriera che incrementa la longevità del titolo. È stato sviluppato da Hudson Soft e Eighting e distribuito da Konami. Il gioco è il quarto capitolo della serie Bloody Roar.

## Trama
Dopo gli eventi di Bloody Roar 3, Xion, posseduto dal Unborn, uno spirito maligno, attacca il tempio del drago, risvegliando il drago. Il drago è un'arma di Gaia, la volontà della Terra, e si suppone che si risvegli in presenza del male. Tuttavia, se liberato troppo a lungo, può inavvertitamente distruggere il mondo stesso. Il drago viene risigillato con successo dal capo del tempio miko a costo della sua vita, lasciando la sorella del defunto miko, Mana, a vegliare sul sigillo di Ryoho, il sacerdote del tempio e il vaso del drago. Oltre ad attaccare il tempio, Xion pugnala anche una donna di nome Nagi, infondendole il suo potere e quello di Gaia, rendendola sia la sua salvavita che la sua nemica.
Un anno dopo, il drago sta per liberarsi di nuovo, provocando disturbi tra gli zoantropi innescando terremoti. Ognuno degli zoantropi indaga e alla fine trova la fonte nel tempio del drago. In alcuni casi, Ryoho e Mana li invitano ad aiutare a rafforzare il sigillo, mentre altri vengono di loro spontanea volontà. Nella maggior parte dei finali dei personaggi, Mana riesce a sigillare il drago e Ryoho ne esce vivo. Nel finale di Nagi, oltre a sigillare il drago e salvare Ryoho, uccide Xion e il nascituro. Nel finale di Xion, il nascituro viene ucciso, ma non prima di aver ucciso Ryoho e il drago. Nel finale di Reiji, lo scontro al tempio termina con l'uccisione di Ryoho e del drago.

## Personaggi
Mentre il cast dei precedenti titoli riappare praticamente invariato, tra i personaggi nuovi spiccano Nagi, che è una ragazza capace di trasformarsi in una creatura parzialmente simile a quella di Xion, Reiji, un lottatore di taekwondo capace di trasformarsi in un corvo, e Ryoho e Mana, che in questo capitolo fungono da boss finali, Ryoho diventando un drago viene aiutato dalla piccola sacerdotessa Mana.

## Accoglienza
La rivista Play Generation classificò Alice come il terzo coniglio meno coniglio presente nei videogiochi per PlayStation 2.